# 임예진 (작가)
임예진은 대한민국의 텔레비전 드라마 작가이다. 

## 드라마
- 2015년 KBS2 월화 미니시리즈 《후아유 - 학교 2015》 ... 공동집필
- 2016년 KBS2 월화 미니시리즈 《구르미 그린 달빛》 ... 공동집필
- 2017년 KBS2 단막극 《KBS 드라마 스페셜 - 우리가 계절이라면》 ... 집필
- 2019년 KBS2 월화 미니시리즈 《조선로코 - 녹두전》 ... 공동집필
- 2024년 tvN 주말 미니시리즈 《사랑은 외나무다리에서》 ... 집필